# Ordre de bataille lors de la Libération de la Corse
Ce qui suit est l'ordre de bataille des forces militaires en présence lors de la Libération de la Corse qui eut lieu du 8 septembre au 4 octobre 1943.

## Forces alliées

### France libre
- FFI de 10 000 à 15 000 résistants armés organisés  le Comité Départemental du Front National de Lutte et commandés par Paulin Colonna d'Istria
- France libre  armée régulière (environ 10 000 hommes) - général Henry Martin, commandant interarmées et interalliés :
  - 1er bataillon parachutistes de choc : chef de bataillon Fernand Gambiez 
  - Unités de la 4e division marocaine de montagne (4e DMM) :
    - 1er Régiment de Tirailleurs Marocains (1er RTM) : colonel de Butler
    - 4e Régiment de Spahis Marocains (4e RSM) : 1er escadron (capitaine Leroux) et 2e escadron (capitaine  d'Almont)
    - IIIe groupe du 69e régiment d'artillerie de montagne : chef d'escadron Duvoisin

  - 2e Groupe de Tabors Marocains (2e GTM) : colonel Boyer de Latour
  - Navires de guerre
    - Croiseur Jeanne d'Arc
    - Croiseur léger Fantasque
    - Croiseur léger Le Terrible
    - Torpilleur Alcyon
    - Torpilleur Fortuné
    - Torpilleur Tempête
    - Sous-marin Casabianca

## Forces co-belligérantes

### Royaume d'Italie
- Royaume d'Italie (une partie des 80 000 hommes des troupes d'occupation) - Général Giovanni Magli

- 184e division de parachutistes Nembo
- 44e division d'infanterie Cremona
- 20e division d'infanterie Friuli
- 10e Groupe tactique rapide
- 175e régiment alpin
- 182e régiment d'Infanterie côtier
- 7e groupement d'artillerie

## Forces de l'Axe

### Troisième Reich
- Reich allemand (environ 10 000 à 32 000 hommes) - Generalleutnant Frido von Senger
  - 90e Panzergrenadier Division - Generalleutnant Carl-Hans Lungershausen
  - 16e Panzergrenadier Division SS Reichsführer-SS - SS-Obersturmbannführer Karl Gesel

## Sources
- Paul Gaujac, L'Armée de la victoire, t.1, Lavauzelle, 1984,  pp.162-163